# Желязо (Поморське воєводство)
Желязо (пол. Żelazo) — село в Польщі, у гміні Смолдзіно Слупського повіту Поморського воєводства.
Населення — 299 осіб (2011).
У 1975-1998 роках село належало до Слупського воєводства.

## Демографія
Демографічна структура станом на 31 березня 2011 року:
|          | Загалом | Допрацездатний вік | Працездатний вік | Постпрацездатний вік |
| -------- | ------- | ------------------ | ---------------- | -------------------- |
| Чоловіки | 155     | 39                 | 107              | 9                    |
| Жінки    | 144     | 34                 | 86               | 24                   |
| Разом    | 299     | 73                 | 193              | 33                   |